# Bidens
Chi Quỷ châm thảo (danh pháp hai phần: Bidens) là một chi thực vật có hoa trong họ Cúc (Asteraceae).

## Danh sách các loài
Chi Bidens gồm các loài:
- Bidens alba (L.) DC. - Quỷ châm thảo hoa trắng
- Bidens amplectens Sherff
- Bidens amplissima Greene
- Bidens aristosa (Michx.) Britt.
- Bidens asymmetrica (Levl.) Sherff
- Bidens aurea (Ait.) Sherff
- Bidens beckii Torr. ex Spreng.
- Bidens bidentoides (Nutt.) Britt.
- Bidens bigelovii A.Gray
- Bidens bipinnata L. - Manh tràng, Song nha hai lần kép, Bà bà châm
- Bidens biternata (Lour.) Merr. & Sherff. - Kim trản, Song nha song tam
- Bidens cabopulmensis León de la Luz & B. L. Turner.
- Bidens campylotheca Sch.Bip.
- Bidens cernua L. - Đơn kim lá liễu
- Bidens cervicata Sherff
- Bidens chippii (M.B.Moss) Mesfin
- Bidens conjuncta Sherff
- Bidens connata Muhl. ex Willd.
- Bidens coronata (L.) Britt.
- Bidens cosmoides (A.Gray) Sherff
- Bidens cynapiifolia Kunth
- Bidens discoidea (Torr. & A.Gray) Britt.
- Bidens eatonii Fern.
- Bidens ferulifolia (Jacq.) DC.
- Bidens forbesii Sherff
- Bidens frondosa L. - Cỏ sói lớn
- Bidens gardneri Baker
- Bidens hawaiensis A.Gray
- Bidens henryi Sherff
- Bidens heterodoxa (Fern.) Fern. & H.St.John
- Bidens heterosperma Gray
- Bidens hillebrandiana (Drake) O.Deg.
- Bidens hyperborea Greene
- Bidens laevis (L.) B.S.P.
- Bidens lemmonii Gray
- Bidens leptocephala Sherff
- Bidens leptophylla C.H.An.
- Bidens macrocarpa (Gray) Sherff
- Bidens macroptera (Sch.Bip. ex Chiov.) Mesfin
- Bidens mannii T.G.J.Rayner
- Bidens mauiensis (Gray) Sherff
- Bidens maximowicziana Oett. - Quỷ châm thảo cánh chim
- Bidens menziesii (Gray) Sherff
- Bidens meyeri V.A.Funk & K.R.Wood
- Bidens micrantha Gaud.
- Bidens mitis (Michx.) Sherff
- Bidens molokaiensis (Hillebr.) Sherff
- Bidens × multiceps Fassett
- Bidens parviflora Willd. - Đơn kim hoa nhỏ
- Bidens pachyloma (Oliv. & Hiern) Cufod.
- Bidens pilosa S.F.Blake - Đơn kim, Đơn buốt, Quỷ châm thảo, Song nha lông
- Bidens polylepis S.F.Blake
- Bidens populifolia Sherff
- Bidens radiata Thuill. - Quỷ châm thảo cánh chim lớn
- Bidens reptans (L.) G.Don
- Bidens sandvicensis Less.
- Bidens schimperi Sch.Bip.
- Bidens simplicifolia C.H.Wright
- Bidens socorrensis Moran & G.A.Levin
- Bidens squarrosa Kunth
- Bidens subalternans DC.
- Bidens tenuisecta A.Gray
- Bidens torta Sherff
- Bidens trichosperma (Michx.) Britton
- Bidens tripartita L. - Lăng ba thảo
- Bidens triplinervia Kunth
- Bidens valida Sherff
- Bidens vulgata Greene
- Bidens wiebkei Sherff